# Permotanyderus ableptus
Permotanyderus ableptus es una especie extinta de insecto protodíptero de la familia Permotanyderidae, descubierta por Edgar F. Riek en Australia en 1953 y que constituye la especie tipo del género.
La presencia de mecópteros en el Pérmico superior de Australia constituye la prueba más consistente acerca de la presencia de dípteros o de sus predecesores directos en aquella época. Los paratricópteros del Pérmico superior probablemente, y los del Triásico ciertamente, se han considerado supervivientes del grupo materno. Riek describió en 1953 tres especies de protodípteros del Pérmico superior de Australia: Permotanyderus ableptus (Riek, 1953), Choristotanyderus nanus (Riek, 1953) y Permotipula patricia (Tylliard, 1929), pero éstas no pueden atribuirse a ninguno de los subgrupos de los dípteros o de sus predecesores directos.